# Modo (linguistica)
In linguistica, il modo è una delle principali categorie grammaticali che compongono il sistema di flessione verbale (assieme a tempo e aspetto).
Il modo di un verbo indica:
- l'atteggiamento che il soggetto instaura con il proprio interlocutore;
- l'atteggiamento che il soggetto assume in rapporto alla propria comunicazione.

In altri termini, il modo indica l'atteggiamento con cui il parlante presenta l'azione espressa nel verbo. L'azione può essere presentata come reale (indicativo), eventuale (congiuntivo), desiderabile (ottativo e desiderativo), soggetta a particolari condizioni (condizionale), e quindi rinviare al grado di realtà dell'evento o della situazione evocata; l'azione può infine essere richiesta o demandata ad altri (imperativo).
Da un punto di vista sintattico, alcuni modi figurano particolarmente nella proposizione reggente, altri nella proposizione dipendente.
A seconda delle lingue, tali modalità possono essere espresse da appositi suffissi o desinenze, o da prefissi e infissi che modificano il tema verbale, o da perifrasi ottenute con l'aggiunta di verbi modali o avverbi.

## Modi e modalità
Il modo è una forma specializzata, evidenziata da materiale morfologico o organizzata in paradigmi di flessioni, per esprimere alcune fondamentali modalità della locuzione (comando, speranza, certezza, possibilità). La modalità dei verbi era un fenomeno noto già in epoca classica e riconosciuta in forme grammaticalizzate o lessicalizzate. Aristotele, ad esempio, distingueva tra discorsi "apofantici" (o "assertivi") e discorsi "semantici", dei quali è impossibile dire se siano veri o falsi, e tra questi ultimi menzionava la preghiera.
Il valore di modalità che ciascun modo attribuisce all'azione è orientativo: non sono rari i casi in cui un modo esprime di fatto il valore caratteristico di un altro modo. L'indicativo di cortesia, ad esempio, dissimula il carattere conativo di una frase:
- Allora, mi dà due etti di prosciutto cotto e una scamorza.

Il condizionale può invece indicare un tempo e non una modalità:
- Disse che sarebbe partito.[6]

Il condizionale composto esprime qui il "futuro del passato". In spagnolo, invece, per lo stesso scopo si usa il condizionale presente:
- Dijo que vendría. (Disse che sarebbe venuto, ma letteralmente Disse che verrebbe)

D'altra parte, lo stesso modo indicativo non serve solo per asserire: si potrebbe piuttosto dire che tale forma è modalmente non marcata, in quanto non sembra dire nulla di specifico sull'atteggiamento del parlante verso l'interlocutore o la propria locuzione.
Non vi è insomma un rapporto di corrispondenza biunivoca tra modi e modalità. Per la precisione, va indicato come "modo" una flessione specializzata per esprimere una certa modalità. Così, ad esempio, in inglese la modalità condizionale non ha un modo dedicato, ma viene espressa perifrasticamente:
- He would read → Egli leggerebbe (letteralmente: Egli voleva leggere).

Sempre in inglese, l'imperativo e il congiuntivo hanno una forma fonologicamente identica all'infinito:
- Be good! → Sii buono! - Siate buoni!
- God save the Queen → Dio salvi la Regina

Ancora in inglese, una modalità che presenti un fatto non recisamente, in termini che indicherebbero l'utilizzo del congiuntivo in italiano, viene espressa lessicalmente:
- He may have come → Può darsi che sia arrivato (letteralmente: Egli può essere arrivato).[8]

I modi, oltre che esprimere modalità, possono avere un ruolo sintattico: così, ad esempio, il congiuntivo, in italiano, opera spesso come marca di subordinazione:
- Sono sicurissimo che non sia lui: in questa frase, il modo congiuntivo si accompagna a una modalità che esprime massima certezza.

Inoltre, alcuni modi diversi dall'indicativo, nelle clausole subordinate, piuttosto che esprimere modalità, cercano di segnalare l'ordine cronologico tra due eventi. Così fanno, in italiano, congiuntivo e condizionale:
- Credo (A) che esca (B)

B è simultaneo o successivo ad A
- Credo (A) che sia uscito (B)

B precede A
- Credo (A) che uscirà (B)

B è successivo ad A
Analogamente, quando la narrazione è successiva all'evento, avremo:
- Credevo (A) che uscisse (B)

B è simultaneo o successivo ad A
- Credevo (A) che fosse uscito (B)

B precede A
- Credevo (A) che sarebbe uscito (B)

B è successivo ad A
Si assiste insomma a un frequente scambio di funzione tra tempo e modo. Esiste anche il fenomeno inverso, per cui forme tipicamente temporali servono di fatto a marcare una specifica modalità. Quella della possibilità è espressa dal futuro semplice e dal futuro anteriore:
- Saranno le 3.
- Avrete fatto - immagino - la mia stessa supposizione.

Il futuro può esprimere anche un comando:
- [...] amerai il prossimo tuo come te stesso.[11]

## Modi finiti e indefiniti
Si dicono "finiti" i modi che forniscono indicazioni sulla persona (prima, seconda o terza) e sul numero (singolare o plurale) del soggetto a cui il verbo si riferisce. Sono detti invece "indefiniti" i modi che non danno queste indicazioni; per questa ragione, i modi indefiniti si usano in proposizioni subordinate, dalle quali è possibile desumere gli elementi mancanti.
I modi veri e propri sono quelli detti "finiti":
- l'indicativo presenta la realtà di un fatto: tale realtà può essere provata vera o falsa;
- il congiuntivo presenta un fatto, un'azione o un processo secondo le marche del desiderio, del timore, della volontà o della supposizione, senza che quindi si possa ragionevolmente avanzare un giudizio di verità;
- il condizionale sottolinea la presenza di un condizionamento concreto o virtuale sulla realtà di un fatto, di un'azione o di un processo;
- l'imperativo rinvia al desiderio di orientare le azioni dell'interlocutore attraverso un comando, una esortazione, una preghiera.

L'espressione "modo verbale" è estesa arbitrariamente (ma tradizionalmente) ai cosiddetti "modi indefiniti": infinito, participio e gerundio. L'arbitrarietà dell'attribuzione consiste nel fatto che queste tre forme non connotano la modalità dell'azione e anzi assumono il valore di modo della forma finita:
- Truccata, la ragazza spiccherebbe assai di più (= Se fosse truccata, la ragazza spiccherebbe assai di più);
- Truccata, la ragazza spiccò assai di più (= Dopo che fu truccata, la ragazza spiccò assai di più).